# Avilly-Saint-Léonard
Avilly-Saint-Léonard és un municipi francès, situat al departament de l'Oise i a la regió dels Alts de França. L'any 2007 tenia 986 habitants.

## Demografia

### Població
El 2007 la població de fet d'Avilly-Saint-Léonard era de 986 persones. Hi havia 376 famílies de les quals 68 eren unipersonals (12 homes vivint sols i 56 dones vivint soles), 136 parelles sense fills, 160 parelles amb fills i 12 famílies monoparentals amb fills.
La població ha evolucionat segons el següent gràfic:
Habitants censats

### Habitatges
El 2007 hi havia 411 habitatges, 373 eren l'habitatge principal de la família, 25 eren segones residències i 13 estaven desocupats. 403 eren cases i 7 eren apartaments. Dels 373 habitatges principals, 320 estaven ocupats pels seus propietaris, 46 estaven llogats i ocupats pels llogaters i 7 estaven cedits a títol gratuït; 1 tenia una cambra, 12 en tenien dues, 46 en tenien tres, 85 en tenien quatre i 229 en tenien cinc o més. 293 habitatges disposaven pel capbaix d'una plaça de pàrquing. A 126 habitatges hi havia un automòbil i a 226 n'hi havia dos o més.

### Piràmide de població
La piràmide de població per edats i sexe el 2009 era:
| Homes | Edats   | Dones |
| ----- | ------- | ----- |
| 0     | 95 o +  | 4     |
| 4     | 90 a 94 | 0     |
| 4     | 85 a 89 | 4     |
| 4     | 80 a 84 | 12    |
| 8     | 75 a 79 | 12    |
| 8     | 70 a 74 | 16    |
| 24    | 65 a 69 | 24    |
| 32    | 60 a 64 | 24    |
| 16    | 55 a 59 | 44    |
| 72    | 50 a 54 | 52    |
| 52    | 45 a 49 | 40    |
| 60    | 40 a 44 | 36    |
| 20    | 35 a 39 | 40    |
| 24    | 30 a 34 | 32    |
| 4     | 25 a 29 | 12    |
| 20    | 20 a 24 | 20    |
| 36    | 15 a 19 | 24    |
| 64    | 10 a 14 | 24    |
| 32    | 5 a 9   | 40    |
| 20    | 0 a 4   | 20    |

## Economia
El 2007 la població en edat de treballar era de 633 persones, 449 eren actives i 184 eren inactives. De les 449 persones actives 425 estaven ocupades (242 homes i 183 dones) i 24 estaven aturades (9 homes i 15 dones). De les 184 persones inactives 59 estaven jubilades, 64 estaven estudiant i 61 estaven classificades com a «altres inactius».

### Ingressos
El 2009 a Avilly-Saint-Léonard hi havia 370 unitats fiscals que integraven 983,5 persones, la mediana anual d'ingressos fiscals per persona era de 29.952 €.

### Activitats econòmiques
Dels 26 establiments que hi havia el 2007, 5 eren d'empreses de construcció, 2 d'empreses de comerç i reparació d'automòbils, 1 d'una empresa de transport, 3 d'empreses d'informació i comunicació, 1 d'una empresa immobiliària, 8 d'empreses de serveis, 3 d'entitats de l'administració pública i 3 d'empreses classificades com a «altres activitats de serveis».
L'únic servei als particulars que hi havia el 2009 era un paleta.

## Equipaments sanitaris i escolars
El 2009 hi havia una escola elemental.

## Poblacions properes
El següent diagrama mostra les poblacions més properes.